# Leuglay
Leuglay ist eine französische Gemeinde mit 294 Einwohnern (Stand: 1. Januar 2022) im Département Côte-d’Or in der Region Bourgogne-Franche-Comté. Sie gehört zum Arrondissement Montbard und zum Kanton Châtillon-sur-Seine.

## Geografie, Infrastruktur
Die Ource fließt durch das Zentrum des Dorfes.
Nachbargemeinden von Leuglay sind La Chaume im Norden, Lucey im Nordosten, Faverolles-lès-Lucey im Osten, Recey-sur-Ource im Südosten, Essarois im Süden und Voulaines-les-Templiers im Westen.
Der auf 268 Metern über Meereshöhe gelegene Bahnhof Leuglay-Voulaines ist nicht mehr in Betrieb und der Abschnitt der Bahnstrecke Saint-Julien–Gray stillgelegt. Die ehemalige Route nationale 396 (heutige D 928) tangiert Leuglay.

## Geschichte
Die romanische Chartreuse de Lugny bestand von 1172 bis 1791.

## Bevölkerungsentwicklung
| Jahr                       | 1962 | 1968 | 1975 | 1982 | 1990 | 1999 | 2008 | 2015 |
| -------------------------- | ---- | ---- | ---- | ---- | ---- | ---- | ---- | ---- |
| Einwohner                  | 585  | 590  | 570  | 517  | 448  | 380  | 348  | 313  |
| Quellen: Cassini und INSEE |      |      |      |      |      |      |      |      |